# Transculturación narrativa en América Latina
Transculturación narrativa en América Latina es un libro escrito por el crítico literario uruguayo Ángel Rama en 1982. Rama conceptualiza la interacción cultural entre los elementos nativos de América Latina y la cultura europea en el contexto de la modernización económica y los movimientos de vanguardia y regionalismo. 

## Contenido

### Literatura, cultura y regionalismo

América Latina

La cultura en América Latina se define a sí misma, según Rama, de acuerdo a su afán de separarse de España. América Latina después del periodo de independencia busca diferenciarse de la España virreinal. Rama identifica un "principio de representatividad" para significar la particularidad de la cultura en América Latina: la originalidad y la representatividad. La representatividad está dada por aquellos elementos originales que pueden dar cuenta de una nacionalidad o de una cultura. La originalidad, en tanto, es lo que hace representativa a una cultura, sus características diferenciadoras.
Rama distingue tres periodos en los que el principio de representatividad cambia su foco. Primero, en la época de independencia lo que hace representativo a América Latina es su lucha contra el periodo virreinal, sus gestas heroicas y su belleza natural. En la etapa siguiente, en el periodo posterior a la independencia (1870 a 1910), domina la originalidad con base en la idea de América Latina —que hasta ese momento no existía— y modifica la representatividad en la ampliación de los temas que era posible tratar. En ese periodo existe una concepción nacional romántica en la que se hace presente un imaginario individualista, el imaginario del poeta que adquiere su carácter nacional en virtud de su lugar de nacimiento. La lengua, en tanto, se vuelve el vehículo de la autonomía y la individualidad del poeta.
El último periodo es el que va entre 1910 y 1940 en el que, políticamente, la burguesía se opone a la clase dominante por medio de la apropiación de las demandas de los estratos inferiores, pero animada por su propio interés. A la cultura le corresponderá aquí un rol "patriótico-social": corrientes como el criollismo, el indigenismo, el nativismo y otros movimientos se encargan de afirmar lo nacional en la invariabilidad geográfica.
En los años treinta se desarrolla en las urbes otros dos tipos de narrativa (realista crítica y cosmopolita) que cancela el movimiento narrativo regionalista "que aparecido hacia 1910 como transmutación del costumbrismo-naturalismo (el caso de Mariano Azuela) regía en la mayoría de las áreas del continente". El éxito de las obras regionalistas de Rómulo Gallegos y José Eustaquio Rivera mantuvo viva la tradición regionalista hasta ese momento en que se confronta con otro tipo de narrativa con pretensiones más universales. Otro movimiento antitético al nacionalismo regionalista es el la narrativa social que se inicia con la publicación de la novela Tungsteno de César Vallejo. Aunque, según Rama, "[t]raducía niveles menos evolucionados de la modernidad", de todas formas se considera un género moderno porque (a) urbaniza recursos literarios (b) importa modelos foráneos (el realismo socialista) y (c) traduce la cosmovisión de los cuadros de los partidos.
Esta guerra literaria entre realismo crítico, narrativa social, narrativa fantástica (cosmopolita) y regionalismo tuvo, sin embargo puntos de encuentro como, por ejemplo, en los componentes tradicionales de la vida latinoamericana. El regionalismo rescata la tradición y las particularidades internas que tomaban parte en la construcción de un ideal de nación, pero, con la modernización, debe actualizar sus estructuras literarias. Esto da pie para la universalización del regionalismo y para pensar la resistencia de la Hinterland con respecto a las capitales desde otra posición. La Hinterland debe defenderse de los esquemas impuestos por las capitales sin que esto signifique la pérdida de la unidad nacional. Esta finalidad es la que estará en el proyecto regionalista el que se pondrá como meta "echar mano de las aportaciones de la modernidad, revisar a la luz de ellas los contenidos culturales regionales y con unas y otras fuentes componer un híbrido que sea capaz de seguir trasmitiendo la herencia recibida."
Aquí es donde el concepto de transculturación adquiere su valor explicativo. La transculturación es la manera en que los efectos de la cultura moderna son medidos de acuerdo a la forma de interacción entre la cultura originaria y la cultura moderna, principalmente europea. Rama toma el concepto de Fernando Ortiz, pero lo modifica por considerarlo insuficiente en cuanto olvida la plasticidad cultural que, según Rama, es el índice de la fuerza de un pueblo. Para Ortiz existe un proceso en tres partes: primero, la pérdida de los elementos culturales propios, luego la incorporación de los extranjeros y finalmente la recomposición de acuerdo a ambos factores. Por tanto, según Rama, la fuerza de una cultura se estaría olvidando dado que una cultura fuerte es capaz de seleccionar también los elementos de la cultura que la invade. Por ejemplo, el marxismo fue adoptado en América Latina a pesar de no constituir uno de los elementos hegemónicos de la cultura europea. Con estas revisiones, el proceso transculturador se dividiría en las siguientes etapas
1. Pérdida: la desculturación provocada por el choque con la cultura moderna lleva a que algunos elementos de la cultura sean desplazados para hacer lugar a los dominantes.
2. Selección: la selección se entiende en dos sentidos: una selección interna que elige los elementos más relevantes de la cultura nativa para ser mantenidos y una externa que selecciona los elementos de la cultura foránea.
3. Redescubrimiento: en el proceso de transculturación no sólo se quitan elementos culturales propios y se agregan otros en su reemplazo. Es posible, en el curso de la transculturación, percibir elementos marginales de la propia cultura y llevarlos a un lugar central.
4. Incorporación: esta fase describe como se incorporan elementos culturales de la cultura invasora, incluso los que no son hegemónicamente centrales (ejemplo del marxismo).

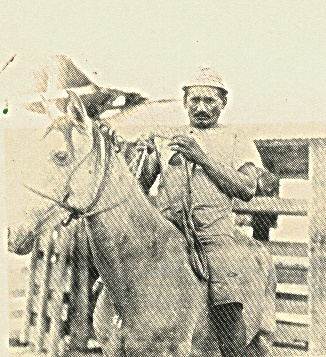
María Nieves, quien inspirara uno de los personajes de Doña Bárbara.

El proceso transculturador opera en tres estructuras funcionales de la cultura identificadas por Rama: la lengua, las estructuras literarias y la cosmovisión. La primera de estas, la lengua, sufre un cambio de acuerdo a la posición del narrador con respecto a los personajes representados en las obras literarias. En Doña Bárbara, por ejemplo, los principios ilustrados que guían la novela separa la lengua de los personajes populares del registro educado. Con la modernización se reduce la brecha entre narrador y habla popular. Pensemos en el ejemplo de organicidad cortazariano en Rayuela en la que los franceses hablan lunfardo. Otros ejemplos en este ámbito son Doña Santitos de Marta Brunet y "Luvina" de Juan Rulfo. En cuanto a las estructuras literarias, se advierte que el naturalismo literario local resiste que técnicas europeas se conviertan en estrategias literarias tradicionales. Finalmente hay un proceso de adaptación local en el que, por dar un ejemplo, la corriente de la consciencia es rearticulada como un monólogo discursivo.
En este periodo, el cambio de la cosmovisión en la cultura se traslada desde el pensamiento ilustrado y positivista hasta el irracionalismo modernista y vanguardista. La literatura regionalista, por otra parte, que tomaba su estructura cognositiva de la burguesía europea, es víctima de una "imposición distorsionadora" que impide ver la materia interna americana. Las vanguardias artísticas, sin embargo, fueron las primeras en oponerse al proyecto ilustrado que pregonaba la fe ciega en el progreso guiado por la razón. Las vanguardias en conjunto con un nuevo interés por la antropología, proponían una racionalidad alternativa a la occidental: "el mito se transforma en iluminismo y el iluminismo en mito" (61). Esta tendencia vanguardista hacía reflotar los elementos nutricios de los pueblos, los que habían quedado oscurecidos por el positivismo y la ilustración:

"Existía desde siempre [un universo dispersivo, de asociacionismo libre del mundo popular], pero había quedado oculto por los rígidos órdenes literarios que respondían al pensamiento científico y sociológico propiciado por el positivismo"

Rama afirma finalmente su oposición al "irracionalismo vanguardista" que trabaja a partir de mitos literarios ajenos, greco-latinos. El pensar mítico por el que aboga Rama se basa en la construcción de un nuevo mito a partir de la selección interna propiciada por las vanguardias, pero no a partir del proyecto vanguardista sino de una nueva concepción del regionalismo.

## Recepción Crítica
Idelber Avelar critica la anterioridad del proceso transculturador la recuperación de sus elementos constitutivos. Es decir, la simbiósis cultural se efectúa ya en un marco epistemológico que la da por supuesta. No podemos imaginar un tiempo anterior en que estas contradicciones no estuviesen operativas porque la transculturación ya se ha llevado a cabo. La transculturación sólo es posible si percibimos "Latin America as a positive totality endowed with common attributes." Es decir, si tenemos una visión estática de lo que define a América Latina, una versión inmutable cuya percepción misma no se ve afectada por la imposición cultural foránea:

[O]riginality, representativity, and independence can only, of course, be taken as that which is Latin America’s own - the properly Latin American, its proper property and propriety - once they have already been submitted to transcultural violence, i.e. once the very contents they name - again, in all their Romantic glow - have been negated, cancelled in the whirlwind of transculturation. The purity and univocity of these concepts is guaranteed by the masking of the violence that makes them possible.

David Sobrevilla, en tanto, encuentra que el concepto de transculturación no alcanza a abarcar los elementos rebeldes de la cultura en América Latina. Propone el concepto de literaturas heterogéneas de Antonio Cornejo Polar como un concepto que puede entender de mejor manera el efecto del choque de dos culturas. La transculturación implica una totalidad estable y, por lo mismo, no puede explicar los elementos internos a la cultura que, bajo la perspectiva de la cultura colonizadora deben quedar excluidos. Los elementos que tienen un lugar en una cosmovisión indígena, por ejemplo, son dejados de lado por la cultura colonizadora, incapaz de situarlo dentro de su propio marco epistemológico. 